# Drachenfest (LARP)

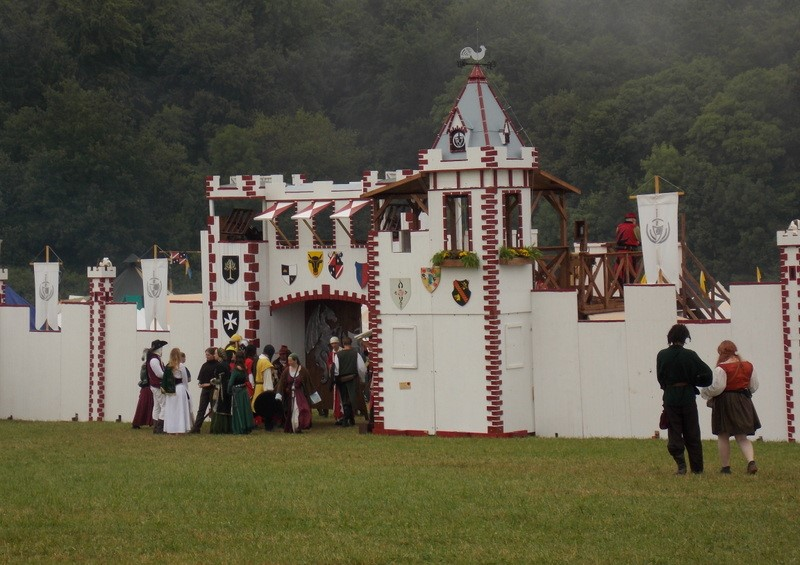
Das silberne Torhaus

Das DrachenFest ist ein mehrtägiges Live-Rollenspiel (LARP), das seit 2006 jährlich auf dem Quast in Diemelstadt im Landkreis Waldeck-Frankenberg in Hessen stattfindet. Das erste DrachenFest fand bereits 2001 am Nürburgring statt und startete als erste LARP-Veranstaltung mit etwa 2000 Teilnehmenden den Trend hin zu „Großcons“ in Deutschland. Auch orientieren sich heute viele der nachfolgenden größeren Veranstaltungen am Spielkonzept des DrachenFest. Für 2026 ist der Umzug nach Waldeck am Edersee geplant.

## Beschreibung

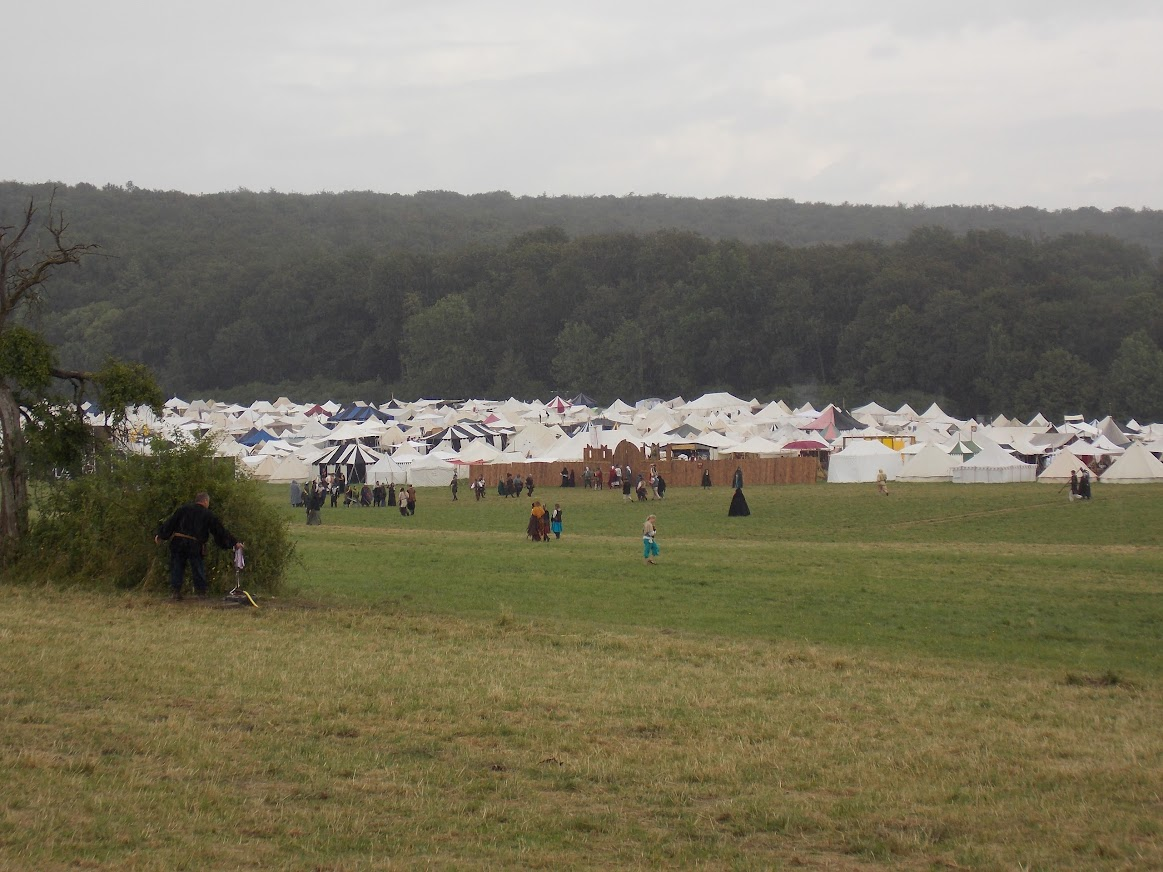
Blick über das Schlachtfeld, 2016

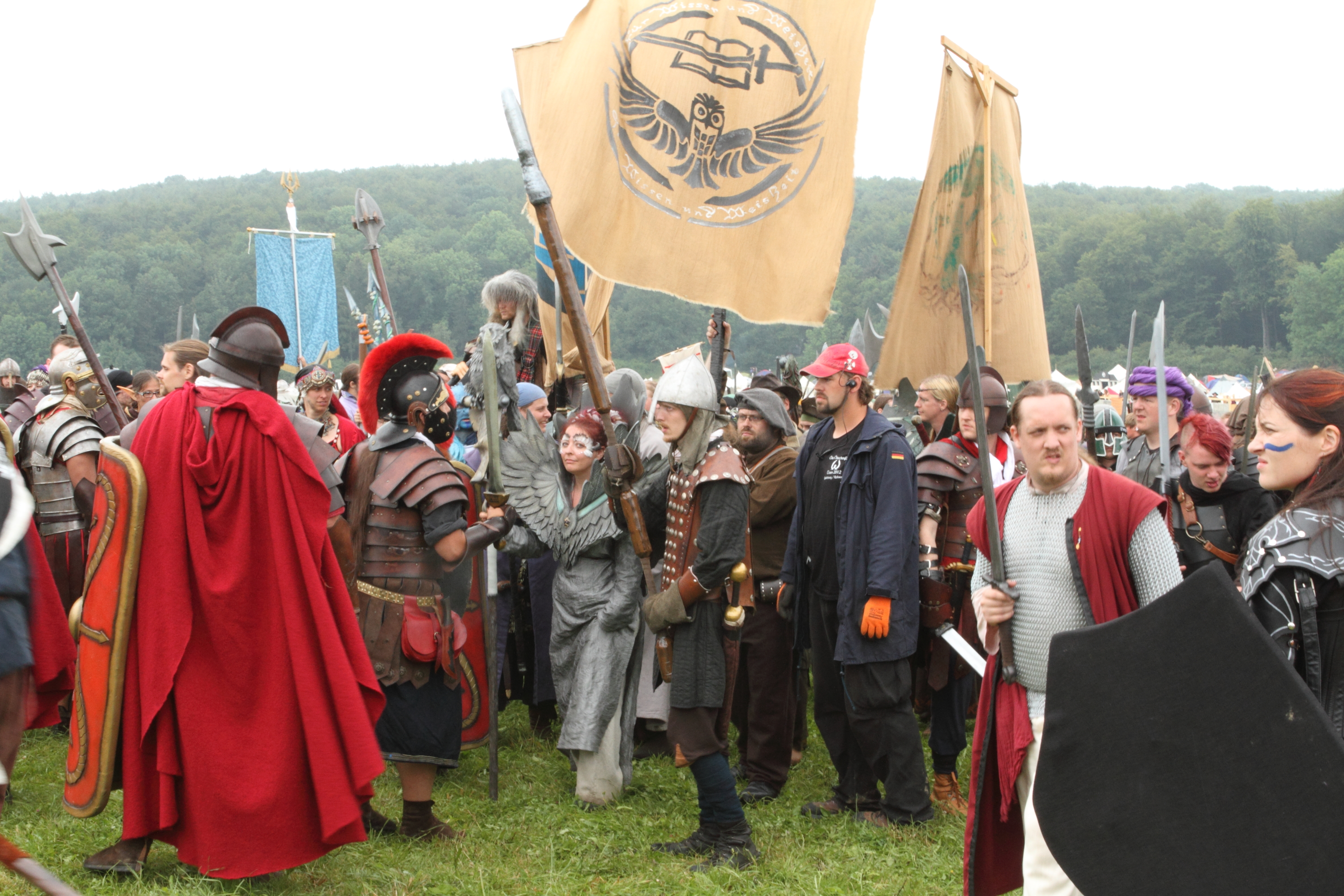
Ein Banner des grauen Drachen, umgeben von Spielern

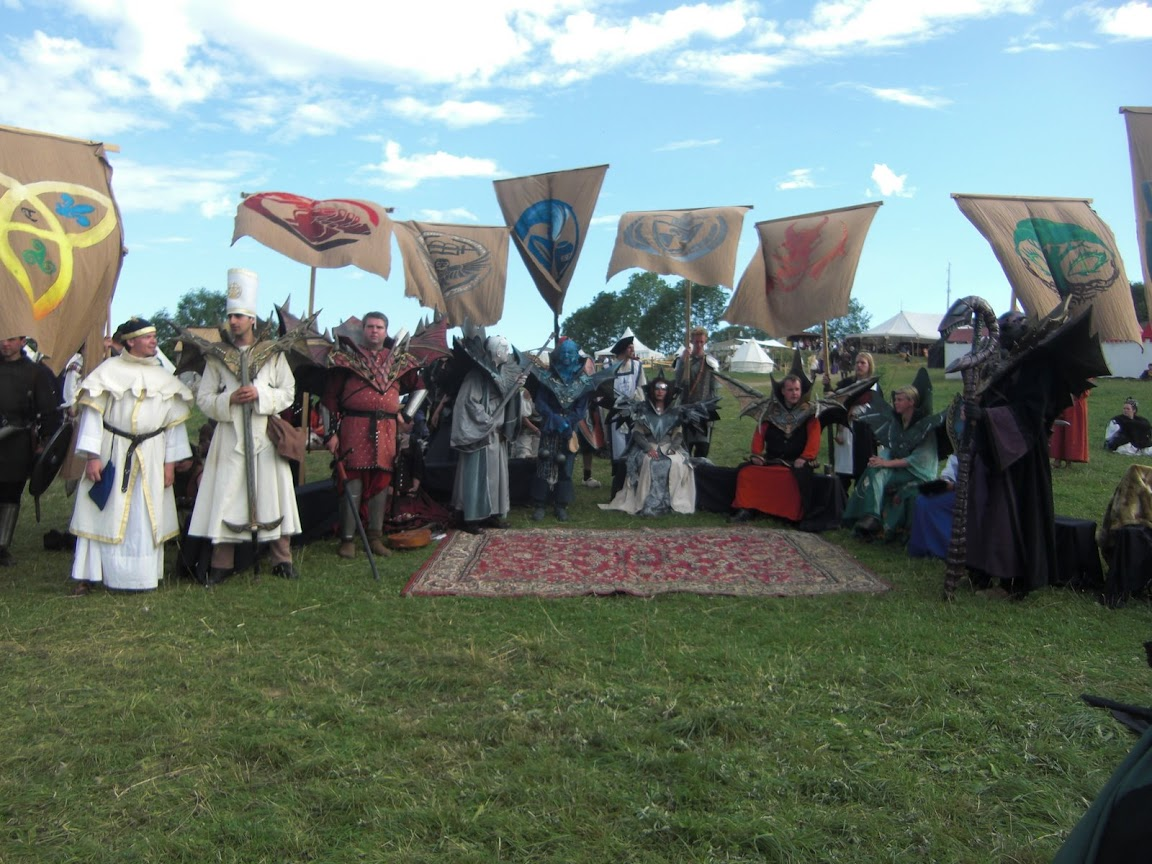
Die Avatare nach der Endschlacht

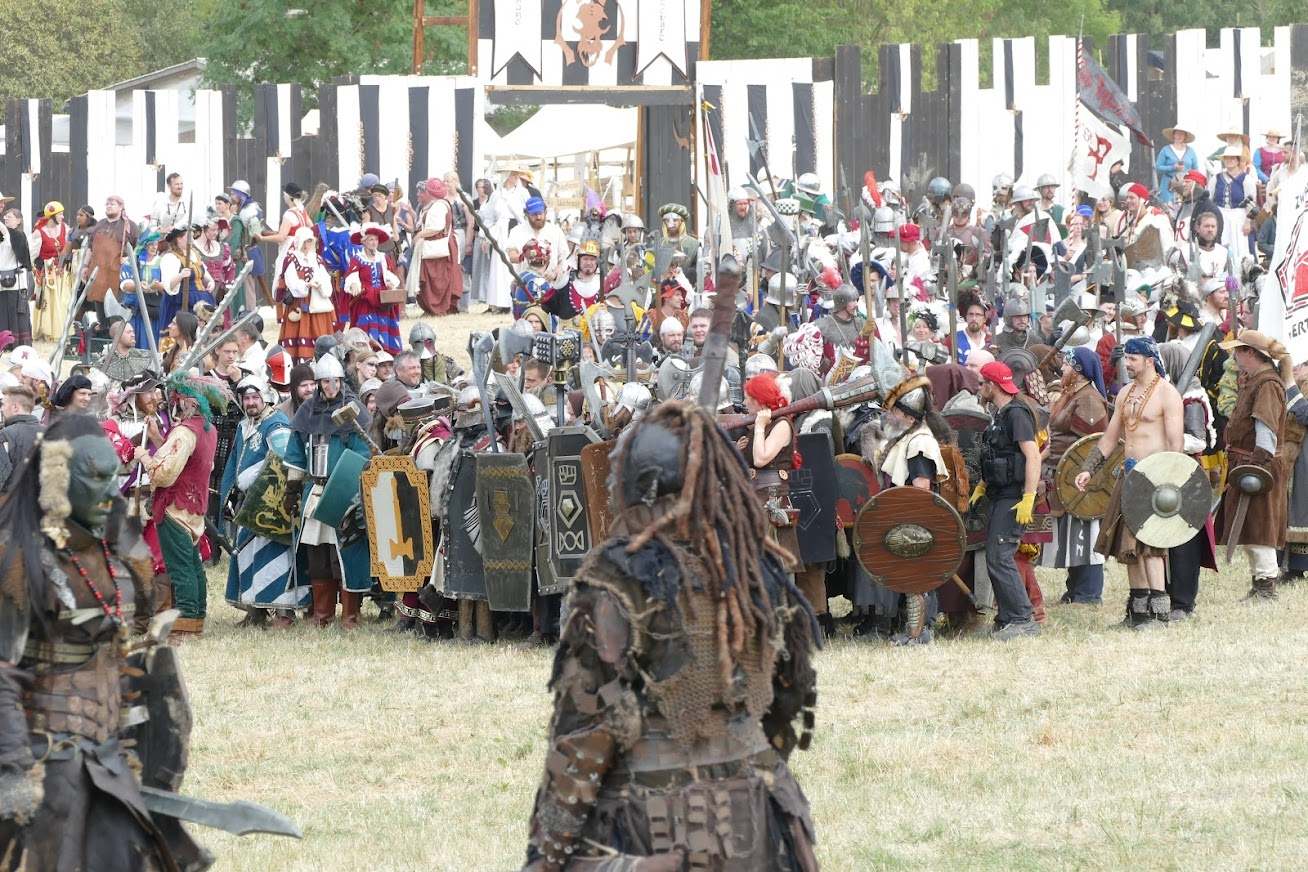
Belagerung des kupfernen Lagers

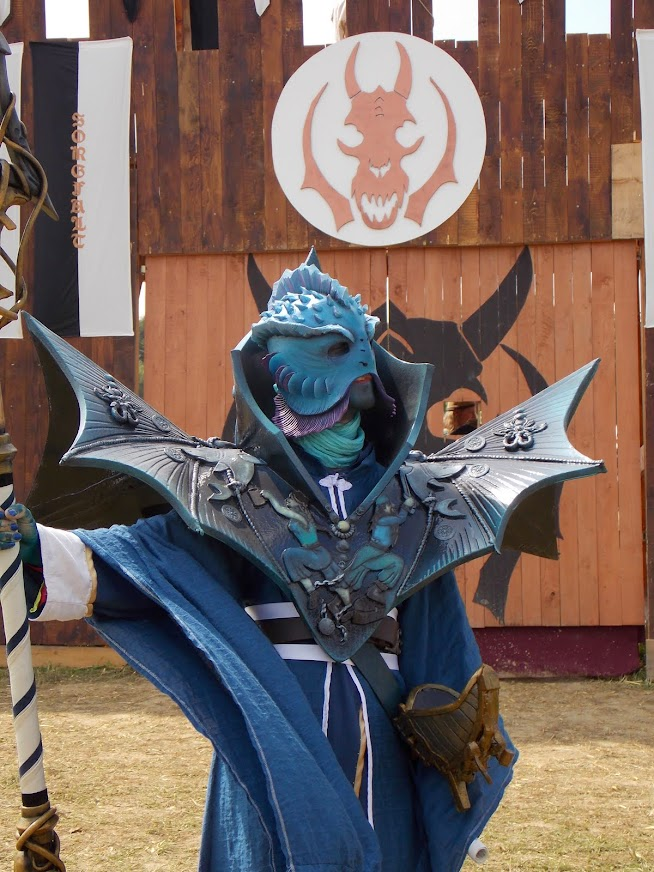
Der Blaue Avatar vor dem kupfernen Torhaus

Mit ca. 6000 Beteiligten ist die Veranstaltung nach dem ConQuest of Mythodea in Brokeloh bei Hannover die zweitgrößte ihrer Art in Deutschland. Auch weltweit gilt das DrachenFest als zweitgrößtes Live-Rollenspiel.
Unter dem Konzept eines Wettstreits rufen die Drachen (Götterwesen), zum Wettstreit auf die fiktive Dracheninsel. Dort kann sich jeder Teilnehmer einem Drachen anschließen. Jeder Drache verkörpert entsprechend prägender Charaktereigenschaften einen bestimmten Weg, dem zu folgen die Spieler das eigene Lager zum Sieg führen sollen.
Das DrachenFest ist eine Spieler-versus-Spieler-Veranstaltung, wobei die verhältnismäßig wenigen NSC (Nicht-Spieler-Charaktere) gleichermaßen eine bedeutende Rolle spielen können. Diese fungieren unter anderem als Plot-Geber oder als Intime-Spielleitung. Das DrachenFest verfolgt zudem ein freies Spielkonzept. Dies bedeutet vor allem, dass die Spieler die Welt nach ihren Vorstellungen mit formen können. Aufgaben und Abenteuer (sogenannte Plots), die von Veranstalterseite aus in das Spiel eingebracht werden, können aufgegriffen werden, müssen es aber nicht.
Auf Grund der rudimentär ähnlichen bis gleichen Gesinnung der Charaktere (= von den Spielenden dargestellte und verkörperte Personen/Wesen) entsteht innerhalb eines jeden Lagers ein starkes Zugehörigkeitsgefühl und eine gewisse gegenseitige Loyalität.

## Die teilnehmenden Lager
Insgesamt sind zehn Lager an dem Wettstreit beteiligt. Jedem dieser Lager steht ein Avatar vor, der die transzendente Entität des entsprechenden Drachen verkörpert. Der Avatar ist ein „Spielleiter in Rolle“, der grundsätzlich nicht aktiv in das Geschehen eingreift, sondern primär die Spieler „seines“ Lagers zur Einhaltung des eigenen Weges anspornt.

### Grün
Der grüne Drache steht unter anderem für Natur, den Kreislauf des Lebens, wie das Wechselspiel von Leben und Tod selbst.
Auf diesem Weg finden sich Krieger, Nordleute, Waldläufer, Alchemisten, Magier, Druiden, Kräuterkundige. Das Lager ist vielfältig, egal ob Mensch, Tierwesen, Elf oder Dryade, sogar einige Orks sind im Lager des grünen Drachen zu finden.

### Rot
Der rote Drache steht unter anderem für Tatendrang. Ruhm, Ehre und Handwerkskunst.
Auf diesem Weg finden sich Krieger, Heiler, Priester, Gelehrte, Handwerksmeister und Kampfmagier ein. Auch das rote Lager ist vielfältig, auch hier finden sich Menschen, Tierwesen, Elfen oder Zwerge ein.

### Gold
Der goldene Drache steht unter anderem für den Ausgleich zwischen Licht und Schatten. Er ist Schlichter und Richter, unter seinem Einfluss bleibt die Drachenwelt im Einklang. Auf diesem Weg finden antike Charaktere, die griechische oder römische Vorbilder haben, kriegerisch angehauchte Charaktere oder Magier und Gelehrte ein Zuhause. Wem die Gerechtigkeit am Herzen liegt, der ist hier genau richtig.

### Blau
Freiheit, Ablehnung von Herrschaft, Ungebundenheit.
Der Blaue Drache steht für die Freiheit. Er schätzt Selbstbestimmung und wendet sich gegen jegliche Form von Konformität und Tyrannei. Sein innerer Widerstreit ist die Gier, die ihn antreibt sich zu nehmen was er will, egal zu welchem materiellen oder moralischem Preis. Hier finden sich ebenfalls Wesen jeglicher Gattungen, sie alle sind jedoch Piraten. Traditionell ist das blaue Lager mit dem kupfernen Lager verfeindet.

### Grau
Wissen, Weisheit, Zeit, Vergessen.
Der Graue ist der Drache der Weisheit und des Wissens. Er ist der Vater der Zeit, und wenn die Legenden stimmen, so war er der erste der Drachen. Sein innerer Widerstreit ist das Vergessen, das Nichts. Die große Tat seiner Herrschaft war es, die Zweite Drachenwelt zu erheben, jene Gelegenheit für die Drachen vergangenes Unheil wider gut zu machen. Grau ist der Bewahrer des Wissens und der Erinnerungen um die Welten.

### Schwarz
Magie, Tod, Vergänglichkeit. 
Das schwarze Lager steht für das Ende aller Dinge, Magie und Hinterlist. Hier sind überwiegend dunkle Magier zu finden.

### Silber
Anfang, Schöpfung, Gnade, Licht, Ordnung, Recht, gerechter Zorn, eherne Härte, Dekadenz, Hochmut

### Weiß
Freundschaft, Mut, Glaube.

### Wandel
Veränderung, Ablehnung des steten Seins, Antagonist. 
Das Lager des Wandels, auch bekannt als „Chaos-Lager“ ist nur für Personen über achtzehn Jahren zugänglich. Der Wandel steht für das Anzweifeln alles Gegebenen und spielt oft die Rolle als Antagonist. Die Bewohner des Wandels gehören vielen unterschiedlichen Gattungen an, auch solchen, die im übrigen Lager kaum zu finden sind. In diesem Lager sind stets viele Spieler mit sehr aufwendigen Kostümen vertreten, darunter auch Kitsunes, Barbaren und ähnliches.

### Kupfer
Ordnung, allumfassende Herrschaft, Macht.

## Weitere Fraktionen
Neben den vorgenannten Lagern haben sich weitere Fraktionen gebildet, die unterstützend bzw. als „freie Lager“ parallel zum Wettstreit der übrigen entstanden sind. Im Unterschied zu den teilnehmenden Lagern steht diesen Fraktionen kein Avatar (mehr) vor; ein „eigener“ Sieg ist diesen Fraktionen damit verwehrt. Zu den weiteren Fraktionen zählen insbesondere:
- das Dorf der Stämme[12]
- die Landsknechte (Eine Gruppe aus Söldnern, deren Kampfkraft die verschiedenen Lager für die große Endschlacht erwerben können)[13]
- das Ork Clan Lager (OCL)[14]

## Spielhintergrund
Das DrachenFest spielt zur Zeit der jungen zweiten Drachenwelt. Die Herrscher dieser Welt sind unsterbliche Geschwister – die Drachen – verbunden durch ihre unabänderlichen Gegensätze.
Einst zerstörten die Drachen im Kampf um die Herrschaft ihre Heimat – die erste Welt der Drachen. Erst als ihre Welt verloren war, wurde ihnen bewusst, was sie mit ihrem Streit angerichtet hatten. Schuldgefühl überkam sie und sie schämten sich für das, was sie getan hatten.
Sie erschufen eine neue Welt und beschworen den Hüter aus der Essenz der ersten Drachenwelt, damit er ihnen ein lebendes Mahnmal sein sollte, für das, was sie angerichtet hatten, und sie beschlossen, dass sie nie wieder gegeneinander kämpfen wollten. Doch für das Wohl des ewigen Kreislaufes ist ein Wettstreit unter den Drachen notwendig und so ersannen sie das DrachenFest.
Diejenigen, die den Wegen der Drachen folgten, sollten von nun an für die Drachen streiten.
Fernab der sterblichen Welt, nach Regeln erschaffen nur für den Wettstreit der Drachen, rufen sie nun einmal in jedem Jahr ihre Anhänger in die Drachenwelt, leiten sie mit schützenden Schwingen über das Meer und durch den großen Nebel zu ihnen.
Unter ihrem Schutz, angeführt von ihren Boten – den mächtigen Avataren – kämpfen alljährlich ihre Streiter um den Sieg. Wer als stärkster Drache siegreich aus dem Wettstreit hervorgeht, stellt für ein Jahr den Herrscher über die Drachenlande.

## Die Stadt Aldradach als Zentrum des DrachenFestes

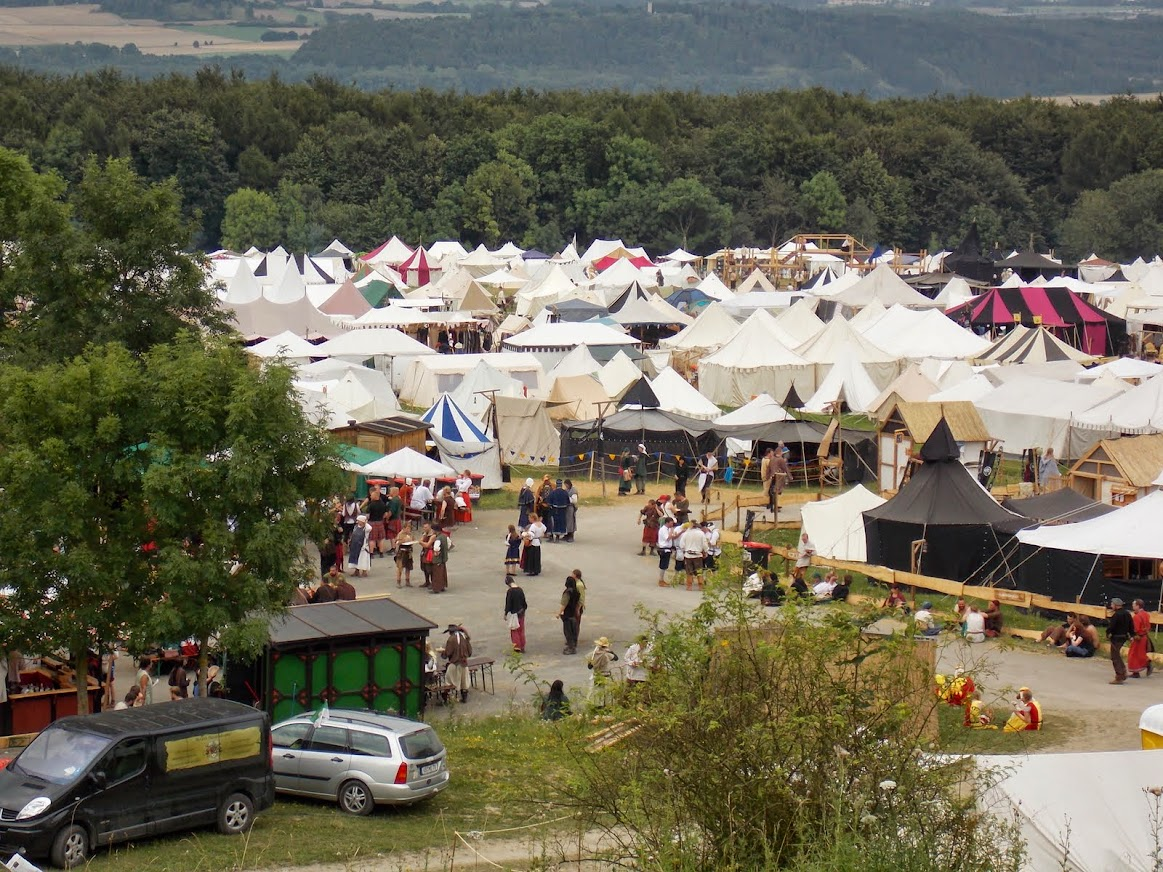
Garbräterplatz und Teile der Stadt Aldradach

Das DrachenFest findet auf der Erhebung des Quast in Diemelstadt statt. Die Stadt Aldradach liegt auf der Kuppe des Hügels und ist der zentrale Ort. Hier gibt es:
- Händler
- Gilden und Gewerke
- Tavernen
- Essensmöglichkeiten
- Sanitäranlagen
- Malteser

Die Stadt gehört zusätzlich zu den vielen Spielerlagern und Schlachten zu einem der belebtesten und meist bespielten Orte auf dem DrachenFest. Neben eigens gebauten Zunfthäusern und Hunderten von Straßenlaternen, die Nachts die Wege beleuchten, ist die Stadt Ausgangspunkt von vielen Plots. Gilden, Stadtverwaltung, Tavernen, Teehäuser, Marktplatz, Badehäuser, Post und IT-Zeitung tragen zu einem Stadtspiel mit Ambiente und Atmosphäre bei.
Die Stadt Aldradach bietet den Besuchern zusätzlich zu Tavernen, Speisen, Vergnügen und Entspannung ein Einkaufserlebnis. Eine Vielzahl von Händlern aus ganz Europa schlagen im Händlerviertel ihre Zelte auf und bieten den Teilnehmern Waren an. Die Tavernen, Caterer und Badezuber sorgen für das leibliche Wohl. Es gibt ein Casino und eine Arena. Darüber treten Musikanten und Gaukler auf. Die Intime-Institutionen wie z. B. die Partnervermittlung, die Karawanserey, die Bank, der Drachentempel, die Bibliothek, das Rathaus, das Teehaus, Krambambuli, die Post und das Zelt der Sinne lassen eine Fantasy-Stadt entstehen.
In Aldradach befinden sich die Gilden aus den Bereichen Magie, Alchemie, Kampf und Handwerk. Auch soll es dort angeblich einen Verbund von Meuchlern, Dieben und Halsabschneidern geben.
Sie sind nicht leicht finden, da auch die Stadtwachen den Aufenthaltsort wissen möchten, um ihr Gefängnis mit reichlich „Gesocks“ füllen zu können.
Die Stadt Aldradach auf dem DrachenFest beteiligt sich nicht am Wettstreit der Drachen und ist neutral (pro toto) allen Lagern gegenüber eingestellt.

## Zahlen und Fakten
- Die Spieler sind mit etwa 4500 Personen die größte Gruppe.
- Die Nichtspieler-Charaktere (NSC) in einer Anzahl von etwa 1000 Personen sind entweder im kupfernen Lager als Streiter oder als neutrale Bewohner und „IT“ Gewerke in Aldradach angesiedelt.
- Die Händler haben in einer Größenordnung von 200 Personen Stände auf dem Veranstaltungsgelände, an denen sie ihre Waren zum Kauf für reguläre Währung in Euro anbieten.
- Die Organisation besteht aus rund 300 Personen, von denen etwa 200 zur Spielleitung gehören.

## Veranstalter
Veranstalter ist das Unternehmen DrachenFest UG mit Sitz in Köln, welches weitere Veranstaltungen dieser Art durchführt, unter anderem das „Zeit der Legenden“ in Geldern am Niederrhein.
Seit 2021 gibt es einen US-amerikanischen Ableger in Pennsylvania, der in seinem Gründungsjahr bereits 400 Teilnehmer verzeichnete.
Seit 2024 gibt es außerdem einen australischen Ableger, der jährlich auf einem Pfadfinderzeltplatz nördlich von Melbourne im Bundesstaat Victoria stattfindet.